# کالسکه بچه
کالسکه بچه (انگلیسی: The Baby Carriage) یک فیلم است که در سال ۵۰ منتشر شد. از بازیگران آن می‌توان به یوجیرو ایشی هارا و میچیو آراتاما اشاره کرد.